# 傅曉琳
傅曉琳，（Fu Hiu Lam，1982年3月31日—）香港建制派新民黨政治人物，2016－2019年曾任離島區議員（東涌北），至2019年香港區議會選舉被公民黨李嘉豪擊敗，現任香港勞工及福利局局長政治助理。

## 早年生涯
傅曉琳本身是會計師出身，大學時期有幫報章、時裝雜誌等拍攝硬照。

## 從政生涯及爭議

### 2019年香港區議會選舉
於2019年香港區議會選舉，由於東涌人口持續上升，選管會將東涌選區重新劃界，將東涌南選區內位於迎禧路以北的東環、昇薈及迎東邨劃為新的東涌北選區，而原先的東涌北選區改稱東涌中。傅曉琳於東涌中選區出選角逐連任，迎戰公民黨李嘉豪，宣布連任時更得到葉劉淑儀和黎棟國撐場。但建制派選情備受困擾，最終傅曉琳以349票之差落敗，新民黨更是全軍覆沒。
不少親中派落選人於落選後均被政府安排其他公職，於2020年2月，傅曉琳獲安排加入大嶼山發展諮詢委員會，任期兩年。

### 2020年香港立法會選舉 (原定)
工聯會麥美娟於7月宣布參與2020年香港立法會選舉角逐連任，但參選名單當中除了有工聯會成員外，傅曉琳亦加入其中，另外又以鄉事派前元朗區議會主席沈豪傑為競選經理。《香港01》社評批評這種為經濟左翼與右翼共同出選，目的實為搶走實政圓桌田北辰選票，夾殺此建制陣營中的異見份子。

### 加入問責團隊
2022年7月22日，政府宣布委任傅曉琳為勞工及福利局政治助理，並於同年7月25日正式履新。

## 資料來源
1. ↑  . on.cc東網. 2016-02-25  [2020-08-09]. （原始内容存档于2020-07-25）.
2. ↑  . 信報財經新聞. 2020-08-09  [2020-08-09]. （原始内容存档于2020-07-25）.
3. ↑  何銘軒. .   [2020-07-25]. （原始内容存档于2020-09-24）.
4. ↑  . 眾新聞. 2019-11-26  [2020-08-09]. （原始内容存档于2020-09-22）.
5. ↑  傅流螢. . 香港經濟日報. 2020-02-04  [2020-08-09]. （原始内容存档于2020-07-25）.
6. ↑  . 蘋果日報 (香港). 2020-02-05  [2020-08-09]. （原始内容存档于2020-12-08）.
7. ↑  . 香港獨立媒體網. 2020-07-20  [2020-08-09]. （原始内容存档于2020-07-25）.
8. ↑  . 香港01. 2020-07-23  [2020-08-09]. （原始内容存档于2020-07-24）.
9. ↑  . 香港特別行政區政府公報. 2022-07-22  [2022-07-22]. （原始内容存档于2022-07-25）.

| 政府职务      | 政府职务                                | 政府职务 |
| ------------- | --------------------------------------- | -------- |
| 前任： 馮興禮 | 勞工及福利局局長政治助理 2022年7月25日- | 現任     |